# Gesetz zur Neugliederung von Gemeinden des Selfkantkreises Geilenkirchen-Heinsberg
Das Gesetz zur Neugliederung von Gemeinden des Selfkantkreises Geilenkirchen-Heinsberg wurde am 28. Juni 1969 verkündet und gliederte einige Gemeinden des Selfkantkreises Geilenkirchen-Heinsberg neu. 8 Gemeinden wurden zu einer neuen Gemeinde zusammengeschlossen, 6 weitere in andere Gemeinden eingegliedert und 4 Ämter aufgelöst.
Durch das Aachen-Gesetz erfolgte zum 1. Januar 1972 eine weitere Neugliederung von Gemeinden des Selfkantkreises Geilenkirchen-Heinsberg. Der Selfkantkreis Geilenkirchen-Heinsberg wurde aufgelöst und das bisherige Kreisgebiet größtenteils dem neuen Kreis Heinsberg, im Übrigen den neuen Kreisen Aachen (seit 2009 Städteregion Aachen) und Düren zugeordnet.

## Kurzbeschreibung
| I. Abschnitt  | Gebietsänderungen |
| § 1           | Zusammenschluss der Gemeinden Havert, Hillensberg, Höngen, Millen, Süsterseel, Tüddern, Wehr und Saeffelen zur neuen Gemeinde Selfkant, Auflösung des Amtes Selfkant |
| § 2           | Eingliederung der Gemeinden Breberen-Schümm, Schierwaldenrath und Birgden in die Gemeinde Gangelt, Auflösung des Amtes Gangelt                                       |
| § 3           | Eingliederung der Gemeinden Schafhausen, Unterbruch und Aphoven in die Stadt Heinsberg, Auflösung der Ämter Heinsberg-Land und Waldenrath                            |
| § 4           | Eingliederung von Flurstücken der Gemeinde Unterbruch in die Gemeinde Oberbruch-Dremmen                                                                              |
| II. Abschnitt | Schlussvorschriften |
| § 5           | Bestätigung von Gebietsänderungsverträgen und -bestimmungen |
| § 6           | Zuordnung der Gemeinde Selfkant zum Amtsgericht Heinsberg |
| § 7           | Auflösung der Räte der Stadt Heinsberg und der Gemeinde Gangelt |
| § 8           | Inkrafttreten am 1. Juli 1969 |